# Rica Comstock

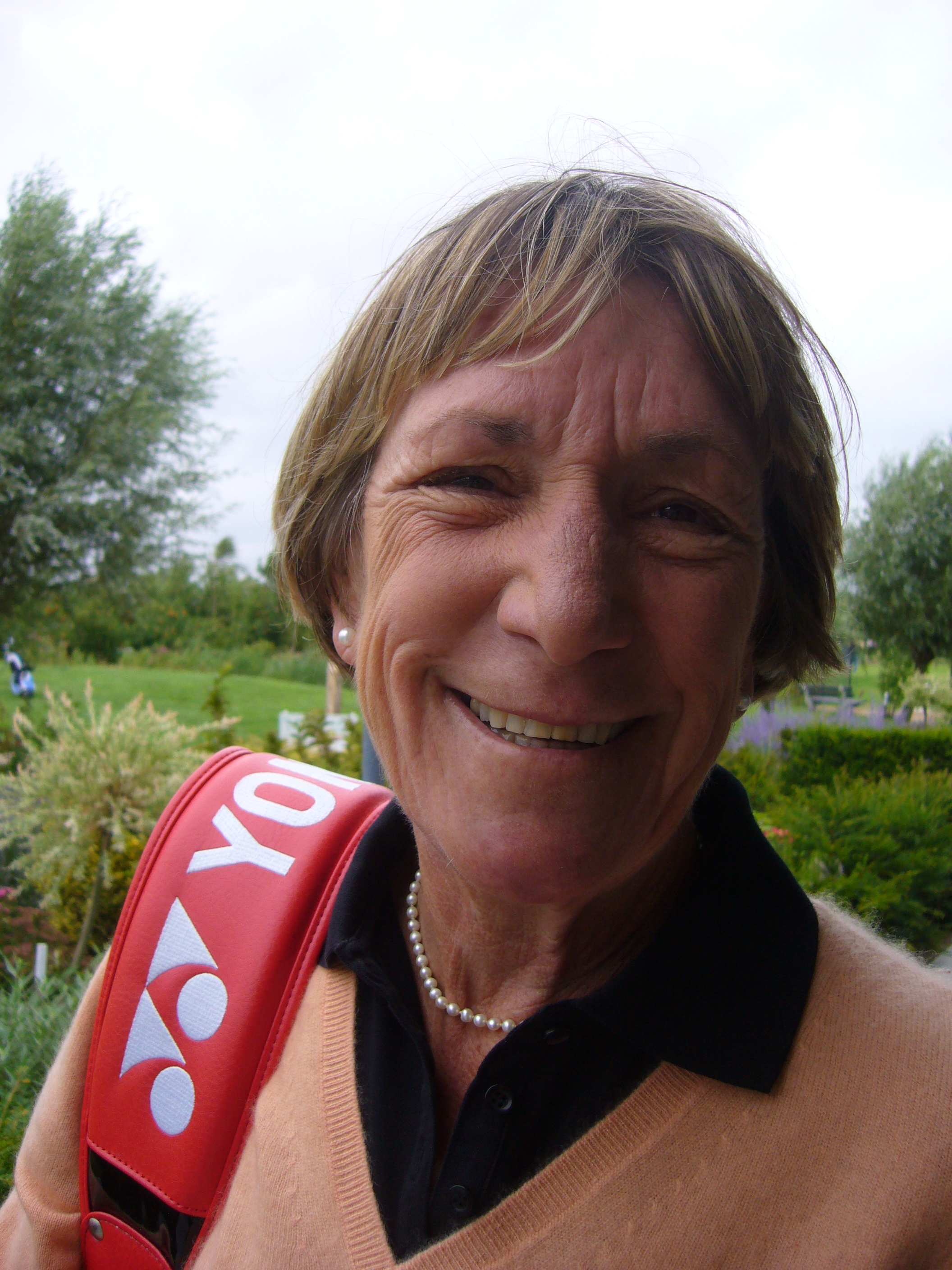
Rica Comstock, 2008

Rica Comstock (Connecticut, 20 augustus 1947) is een Amerikaanse golfprofessional, die sinds 1996 in Nederland woont.

## Playing pro
In 1982 kwalificeert zij zich op Raveneaux CC in Houston, Texas voor de Amerikaanse LPGA Tour. Haar eerste top-10 plaats verdient ze bij de S&H Golf Classic in Florida. Vier jaar speelt ze op de mini-tour in Californië.
In 1984 besluit ze de Ladies European Tour te proberen. Ze wint het eerste toernooi, het McEwen Lager Open in Manchester en in de volgende drie toernooien eindigt ze in de top-10. Ze besluit in Europa te blijven, en blijft 12 jaren op de Tour.

## Teaching pro
Sinds zij zich in 1996 in Nederland vestigde, geeft Comstock les op Golfclub Grevelingenhout, samen met Hans von Burg op zijn Golf Activity Center op Golfclub Grevelingenhout. Beiden zijn Class-A professional van PGA Holland.
In 1998 wint Comstock het NK Matchplay op de Rosendaelsche Golfclub en in 2002 en 2003 wint ze het op Geijsteren. 
Ook wordt ze eenmaal strokeplay kampioene.

In 2003 en 2008 wint ze het French Open Senior Ladies op de Chantaco Golf Club van Catherine Lacoste in Saint-Jean-de-Luz, tussen Biarritz en de Spaanse grens.